# سوبر تكس
سوبر تكس (بالإنجليزية: SuperTux)‏ هو بُريمج حر على نمط لعبة اركض واقفز ثنائي الأبعاد مستوحاة من سلسلة لعبة نينتندو سوبر ماريو برذرز صُممت أصلا بواسطة بل كندرك ويتم صيانتها الآن عن طريق فريق تطوير سوبر تكس.
بدلا من ماريو، بطل اللعبة هو تكس، جالب الحظ لنواة لينكس.

## معرض الصور
قائمة أعداء تكس:

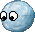
كرة الثلج النطاطة
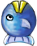
سمكة
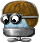
كرة ثلج طائرة
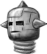
قافز
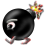
سيد قنبلة
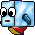
سيد كتلة ثلج
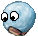
كرة ثلج
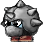
مدبب

## وصلات خارجية
- سوبر تكس على موقع Open Hub (الإنجليزية)
- سوبر تكس على موقع Free Software Directory (الإنجليزية)
- سوبر تكس على موقع SourceForge (الإنجليزية)
- موقع سوبر تكس الرسمي.
- موقع مشجعي سوبر تكس.